# 垃圾派
垃圾派是2003年成立的中国诗歌流派，创始人为皮旦。
垃圾派出版有《北京评论》网刊。

## 相关连接
- 中国诗歌库
- 中国诗歌史（页面存档备份，存于）